# Хиблер, Уинстон
Уинстон Мюррей Хант Хиблер (англ. Winston Murray Hunt Hibler) (8 октября 1910 – 8 августа 1976) — американский сценарист, продюсер, режиссёр, рассказчик и автор песен, работавший в студии Walt Disney Studios.
Уинстон Хиблер, вероятно, наиболее известен как дружелюбный голос рассказчика в документальных фильмов киностудии Walt Disney Productions о природе, «True-Life Adventures». Однако за почти 35 лет работы в Walt Disney Studios, он внёс и другой вклад — сценариста и продюсера анимационных и игровых художественных фильмов Disney.

## Биография
Уинстон Мюррей Хант Хиблер родился 8 октября 1910 года, в городе Гаррисберг, штата Пенсильвания, и с 12 лет планировал попытать счастья в театре. В 1930 году, Уинстон Хиблер окончил Американскую академию драматического искусства в Нью-Йорке и выступал на Бродвее и в летних сценических постановках. Год спустя, Хиблер переехал в Голливуд, чтобы продолжить карьеру в кино, и занялся внештатной писательской работой для журналов и радио, чтобы пополнить свой доход.
В 1942 году, Уинстон Хиблер присоединился к студии The Walt Disney Studios в качестве оператора, и вскоре стал техническим директором учебных фильмов для вооруженных сил Соединённых Штатов, которые Disney производила для их правительства, во время Второй мировой войны.
В 1946 году, когда студия начала создавать фильмы о природе, Уолт Дисней пригласил Уинстона Хиблера (и его мягкий голос) на роль рассказчика в документальном фильме 1948 года — «Остров тюленей». Затем Хиблер продолжил писать сценарии и повествовать для других документальных фильмов Disney, включая «Пол-акра природы» 1951 года, «Аляскинского эскимоса» и «Живую пустыню» (оба 1953 года), «Исчезающую прерию» 1954 года и «Африканского льва» и «Людей против Арктики» (оба 1955 года).
Первой чисто развлекательной работой Уинстона Хиблера, стало написание сценария для сегмента мультфильма 1948 года «Время мелодий» — «The Legend of Johnny Appleseed». Уолт Дисней заметил его талант, и поручил ему работу над сюжетами (сценариями) для своих полнометражных мультфильмов, таких как «Приключения Икабода и мистера Тоада» 1949 года, «Золушка» 1950 года, «Алиса в Стране чудес» 1951 года, «Питер Пэн» 1953 года и «Спящая красавица» 1959 года.
Вместе со своим партнёром по сценарию Тедом Сирсом, Уинстон Хиблер также сочинял слова для песен Disney, включая «Following the Leader» из «Питера Пэна» и «I Wonder» из «Спящей красавицы».
Уинстон Хиблер также работал продюсером для игровых художественных фильмов Disney, таких как «Дикий пёс Севера» 1961 года, «Наполеон и Саманта» 1972 года, «Маленький индеец» 1973 года и «Ковбой издалека» и «Остров на вершине мира» (оба 1974 года). Хиблер вместе с членом Девятки диснеевских стариков — Вольфгангом Райтерманом, также был продюсером мультфильма 1970 года — «Коты-аристократы», который стал первым полнометражным мультфильмом Disney, спродюсированный не Уолтом Диснеем.
Уинстон Мюррей Хант Хиблер умер 8 августа 1976 года, в Медицинском центре Провиденс-Сент-Джозеф города Бербанк, штата Калифорния, в возрасте 65 лет, ровно за два месяца до своего 66-го дня рождения.

## Избранная фильмография
- Время мелодий (1948)
- Остров тюленей (1948)
- Приключения Икабода и мистера Тоада (1949)
- Золушка (1950)
- Бивер Вэлей (1950)
- Алиса в Стране чудес (1951)
- Пол-акра природы (1951)
- Водоплавающие (1952)
- Питер Пэн (1953)
- Аляскинский эскимос (1953)
- Живая пустыня (1953)
- Бен и я (1953)
- Страна медведей (1953)
- Сиам — страна и люди (1954)
- Исчезающая прерия (1954)
- Африканский лев (1955)
- Люди против Арктики (1955)
- Секреты жизни (1956)
- Самоа (1956)
- Перри (1957)
- Белая пустошь (1958)
- Семь городов Антарктики (1958)
- Спящая красавица (1959)
- Загадки глубины (1959)
- Острова моря (1960)
- Дикая кошка джунглей (1960)
- Собака, которая думала, что была енотом (1960)
- Дикий пёс Севера (1961)
- Большой Ред (1962)
- Ох, уж эти Кэллоуэйзы (1964)
- Американский волк идет в Голливуд (1965)
- Гадкая такса (1966)
- За мной, парни! (1966)
- Чарли — одинокий кугуар (1967)
- Винни-Пух и день забот (1968)
- Лошадь во фланелевом сером костюме (1968)
- Король Гриззли (1970)
- Коты-аристократы (1970)
- Наполеон и Саманта (1972)
- Маленький индеец (1973)
- Медведи и я (1974)
- Ковбой издалека (1974)
- Остров на вершине мира (1974)
- Приключения Винни (1977)

## Награды и номинации
В 1956 году, Уинстон Хиблер получил приз Берлинского международного кинофестиваля — «Малый золотой приз», за «Людей против Арктики».
В 2001 году, Хиблер посмертно получил номинацию на премию «Ретро Хьюго» за «Золушку», в категории «Лучшая постановка».